# Пежо 107
Пежо 107 (фр. Peugeot 107) је мали аутомобил који је производила француска фабрика аутомобила Пежо у сарадњи са Тојотом. Производио се од 2005. до 2014. године.

## Историјат
Тојота и Пежо-Ситроен су 2001. године одлучили да направе мали заједнички аутомобил како би поделили трошкове развоја. Тако су на сајму аутомобила у Женеви 2005. године представљена три аутомобила, Тојота ајго, Ситроен Ц1 и Пежо 107. Развијени су на заједничкој платформи и сва три се производе у истој фабрици ТПЦА (Toyota Peugeot Citroen Automobile) у Колину, у Чешкој.
Иако деле велики број заједничких компоненти и делова, ови аутомобили имају донекле засебан спољни изглед који карактерише сваког произвођача. Сва три возила су дуга око 3,4 метра, широка 1,6 метара и висока око 1,4 метара. Ова штедљива возила поседују напредне технологије у погледу сигурности и заштите околине. Производни капацитет погона је 300.000 возила годишње, по 100.000 за сваки аутомобил. Продаја је почела јула 2005. године, а ауто је намењен за четири особе са троја или петора врата.
На Пежоу 107 је два пута, 2009. и 2012. године, извршен редизајн возила. Производња је прекинута 2014. године, када га наслеђује Пежо 108.

## Мотори
| Модел   | Запремина | Цилиндри/ вентили | Снага         | Напомена |
| Бензин  | Бензин    | Бензин            | Бензин        | Бензин   |
| ------- | --------- | ----------------- | ------------- | -------- |
| 1.0i    | 996 cm³   | 3/12              | 51 kW / 68 КС |          |
| Дизел   |           |                   |               |          |
| 1.4 HDi | 1398 cm³  | 4/8               | 40 kW / 55 КС |          |